# Гонгду
Гонгду (тиб. དགོང་འདུས་, Вайли Dgong-'dus) — неблагополучный тибето-бирманский язык, на котором разговаривают около 1000 человек, живущих в нескольких деревнях, расположенных около реки Кури-Чу в гевоге Гонгду дзонгхага Монгар на востоке Бутана.
Язык является единственным представителем своей ветви тибето-бирманских языков и сохраняет сложную глагольную систему прото-тибето-бирманских языков.
В настоящее время доктор Жорж ван Дрим заканчивает описание языка гонгду на основе его работы с носителями языка в гевоге Гонгду.